# Починковский район (Нижегородская область)
Почи́нковский райо́н — административно-территориальное образование (район) в Нижегородской области России. В рамках организации местного самоуправления ему соответствует Починковский муниципальный округ (с 2004 до 2020 гг. — муниципальный район).
Административный центр — село Починки.

## География
Починковский район расположен в юго-восточной части Нижегородской области, граничит с Лукояновским и Большеболдинским районами Нижегородской области, а также с Ичалковским, Ромодановским, Лямбирским и Старошайговским районами Республики Мордовии.
Площадь района — 1 960,59 км².

## История
Заселение Среднего Поволжья, в том числе территории современного Починковского района, началось в древние времена. Об этом наглядно свидетельствуют хранящиеся в Починковском музее каменные топоры, наконечники копий и стрел. В историческую эпоху первыми поселенцами здесь были финно-угорские народы Эрзя и Мокша. В древнем лесу для поселений делались порубы и почины, а от этого идёт название Починки. В течение длительного времени мордовские земли были ареной ожесточенных столкновений между коренным мордовским населением, волжскими болгарами и русскими князьями.
В 1152 году к месту нынешнего Городца прибыл с дружиной князь Юрий Долгорукий, здесь он столкнулся с мордовскими племенами: эрзей, мокшей и каратаями. Мордва вступили в бой с дружиною князя, но была разбита и оттеснена к югу от реки Ра (Волги), причём племя эрзя осело, главным образом, в районе современного Арзамаса. Здесь у них было главное становище Эрзя-мас, отсюда и происходит название Арзамаса. Племя мокша ушло ещё дальше к югу и поселилось на территории современной Республики Мордовия.
Во время этого движения некоторые эрзянские и мокшанские группы осели на территории нынешнего Починковского района.
Появление и развитие русских поселений в этих краях шло одновременно с мордовскими поселениями за счёт оттеснения мордвы с лучших земель.
Активное проникновение русских в мордовские земли началось после основания в 1221 году Нижнего Новгорода. Нижегородские князья всячески поощряли заселение мордовских земель своими подданными.
С 1578 года через территорию современного Починковского района стала проходить государственная засека (укрепленная граница), на которой мордва, затем татары за хлебное и денежное жалование несли сторожевую службу.
В 1779 году в ходе административно-территориальной реформы Екатерины II на территории будущего Починковского района был образован Починковский уезд, упраздненный в 1796 (повторно существовал в 1921—1923). До 1929 года земли современного Починковского района входили в состав Лукояновского уезда Нижегородской губернии.
5 июля 1929 года в ходе реформы по укрупнению АТД 1920-х годов был образован Починковский район, в состав которого вошли части упраздненных Василевомайданской (8 сельсоветов), Кемлянской (1 сельсовет), Пеле-Хованской (6 сельсоветов) и Починковской (10 сельсоветов) волостей.
С момента образования и до сентября 1930 года район входил в состав Арзамасского округа Нижегородской области (с 15 июля 1929 года — Нижегородский край, с 7 октября 1932 — Горьковский край, с 5 декабря 1936 — Горьковская область, с 22 октября 1990 — вновь Нижегородская область).
17 августа 1929 года в состав района вошёл Большеполянский сельсовет из соседнего Большеболдинского района. А 24 августа того же года два сельсовета (Степановский и Протасовский) были переданы в состав Ичалковского района.
16 января 1930 года Мадаевский сельсовет был передан в состав Наруксовского района, но уже 27 июля 1931 возвращён обратно в связи с ликвидацией Наруксовского района вместе с другими 11 сельсоветами (Азрапинским, Василевским, Дураковским, Криушинским, Наруксовским, Новомихайловским, Новониколаевским, Покровским, Садовским, Учуевмайданским и Шагаевским).
11 января 1935 года 16 сельсоветов (11 присоединенных в 1930, а также Малопузинский, Новоурюпинский и Ризоватовский) переданы в состав восстановленного Наруксовского района, а Большеполянский сельсовет передан в Большемаресевский район (возвращён 15 ноября 1957 года в Починковский район в связи с ликвидацией Большемаресевского района).
В 1954—1957 годы район был частью Арзамасской области, после её упразднения вернулся в состав Горьковской области.
В апреле 1963 года в ходе хрущевской реформы АТД Починковский район стал укрупненным сельским, в его состав вошли части упраздненных Большеболдинского (7 сельсоветов) и Наруксовского (12 сельсоветов) районов. 15 января 1965 года в связи с отменой реформы 7 большеболдинских сельсоветов вернулись в восстановленный Большеболдинский район, в состав которого был передан также Большеполянский сельсовет. Также Покровский сельсовет (ранее в Наруксовском районе) передан в Лукояновский район.
В ходе муниципальной реформы 2000-х годов Починковский район получил статус муниципального района, а входящие в его состав сельсоветы были наделены статусом сельских поселений. В 2020 году муниципальный район был преобразован в муниципальный округ, а сельские поселения в его составе ликвидированы.

## Население
| 1939    | 1959    | 1970    | 1979    | 1989    | 2002    | 2008    | 2009    |
| ------- | ------- | ------- | ------- | ------- | ------- | ------- | ------- |
| 65 247  | ↘51 898 | ↗60 564 | ↘45 355 | ↘38 192 | ↘33 788 | ↘31 057 | ↘30 596 |
| 2010    | 2011    | 2012    | 2013    | 2014    | 2015    | 2016    | 2017    |
| ↗30 668 | ↘30 544 | ↘30 205 | ↘29 855 | ↘29 488 | ↘29 134 | ↘28 823 | ↘28 580 |
| 2018    | 2019    | 2020    | 2021    |         |         |         |         |
| ↘28 213 | ↘27 928 | ↘27 616 | ↘26 142 |         |         |         |         |

### Занятость
Численность трудоспособного населения — 17 900 человек. Мужчин — 15 215 человек, женщин — 18 987 человек. Численность занятых в экономике — 13 580 человек.

### Национальный состав
По национальному составу преобладают русские — 98,5 %, 0,4 % — мордва, 0,3 % — украинцы, 0,1 % — татары, менее 0,1 % — чуваши и белорусы.

### Религиозный состав населения
По религиозному составу преобладают православные христиане. Доля других конфессий на территории района крайне незначительна, но, например, староверы до сих пор существуют в этом районе.

## Административно-муниципальное устройство
В Починковский район, в рамках административно-территориального устройства области, входят 9 административно-территориальных образований — 9 сельсоветов.
| № | Административно- территориальное образование | Административный центр | Количество населённых пунктов | Население (чел.) | Площадь (км²) |
| - | -------------------------------------------- | ---------------------- | ----------------------------- | ---------------- | ------------- |
| 1 | Василево-Майданский сельсовет                | село Василев Майдан    | 6                             | ↘889             | 65,22         |
| 2 | Василевский сельсовет                        | село Василевка         | 4                             | ↘1746            | 161,88        |
| 3 | Кочкуровский сельсовет                       | село Кочкурово         | 4                             | ↘1347            | 220,56        |
| 4 | Маресевский сельсовет                        | село Маресево          | 6                             | ↘744             | 69,90         |
| 5 | Наруксовский сельсовет                       | село Наруксово         | 15                            | ↘2504            | 440,25        |
| 6 | Пеля-Хованский сельсовет                     | село Пеля-Хованская    | 13                            | ↘1792            | 247,65        |
| 7 | Починковский сельсовет                       | село Починки           | 8                             | ↘12 453          | 193,37        |
| 8 | Ризоватовский сельсовет                      | село Ризоватово        | 14                            | ↘2023            | 366,29        |
| 9 | Ужовский сельсовет                           | посёлок Ужовка         | 8                             | ↘4118            | 195,47        |

Первоначально в составе района к 2004 году выделялись 23 сельсовета. В рамках организации местного самоуправления в 2004—2009 гг. в существовавший в этот период Починковский муниципальный район входили соответственно 23 муниципальных образования со статусом сельских поселений. В 2009 году упразднены сельсоветы:
- Дубровский и Тагаевский сельсоветы — включены в Починковский сельсовет;
- Ильинский сельсовет — включён в Ужовский сельсовет;
- Азрапинский, Коммунарский, Криушинский и Учуево-Майданский сельсоветы — включены в Наруксовский сельсовет;
- Панкратовский и Симбуховский сельсоветы — включены в Пеля-Хованский сельсовет;
- Никитинский и Шагаевский сельсоветы  — включены в Василевский сельсовет,
- Саитовский сельсовет  — включён в Кочкуровский сельсовет,
- Мадаевский и Пузско-Слободский сельсовет — включены в Ризоватовский сельсовет.

В мае 2020 года муниципальный район и все входившие в его состав поселения были упразднены и объединены в Починковский муниципальный округ. Часть функций бывших администраций сельсоветов выполняют отделы по развитию территорий администрации муниципального округа.

## Населённые пункты
В Починковском районе 78 населённых пунктов (все — сельские).
| №  | Населённый пункт | Тип     | Население | Административно- территориальное образование |
| -- | ---------------- | ------- | --------- | -------------------------------------------- |
| 1  | Азрапино         | село    | ↘561      | Наруксовский сельсовет                       |
| 2  | Акаево           | село    | ↘47       | Пеля-Хованский сельсовет                     |
| 3  | Алексеевка       | деревня | ↘21       | Наруксовский сельсовет                       |
| 4  | Анютино          | деревня | ↘5        | Пеля-Хованский сельсовет                     |
| 5  | Арзинка          | посёлок | ↘724      | Василево-Майданский сельсовет                |
| 6  | Байково          | село    | ↘1057     | Ужовский сельсовет                           |
| 7  | Борисовский      | посёлок | ↘0        | Василево-Майданский сельсовет                |
| 8  | Василев Майдан   | село    | ↗258      | Василево-Майданский сельсовет                |
| 9  | Василевка        | село    | ↘531      | Василевский сельсовет                        |
| 10 | Взовка           | деревня | ↘84       | Пеля-Хованский сельсовет                     |
| 11 | Виноградовка     | деревня | →0        | Наруксовский сельсовет                       |
| 12 | Воздвиженка      | деревня | ↘0        | Наруксовский сельсовет                       |
| 13 | Вьюшкино         | село    | ↘35       | Пеля-Хованский сельсовет                     |
| 14 | Дивеев Усад      | село    | ↘324      | Маресевский сельсовет                        |
| 15 | Дуброво          | село    | ↘289      | Починковский сельсовет                       |
| 16 | Емельяновский    | посёлок | ↘0        | Василево-Майданский сельсовет                |
| 17 | Журавлиха        | село    | ↘177      | Пеля-Хованский сельсовет                     |
| 18 | Журавлиха        | посёлок | ↘2        | Ужовский сельсовет                           |
| 19 | Зелёная Роща     | деревня | →0        | Починковский сельсовет                       |
| 20 | Ивашевка         | село    | ↘52       | Пеля-Хованский сельсовет                     |
| 21 | Ильинское        | село    | ↗904      | Ужовский сельсовет                           |
| 22 | Каменка          | деревня | ↘60       | Пеля-Хованский сельсовет                     |
| 23 | Каменка          | посёлок | →0        | Ризоватовский сельсовет                      |
| 24 | Кармалей         | деревня | ↘0        | Починковский сельсовет                       |
| 25 | Кобыленка        | посёлок | ↘1        | Наруксовский сельсовет                       |
| 26 | Коммунар         | посёлок | ↘269      | Наруксовский сельсовет                       |
| 27 | Константиновка   | село    | ↘84       | Наруксовский сельсовет                       |
| 28 | Кочкурово        | село    | ↘1109     | Кочкуровский сельсовет                       |
| 29 | Криуша           | село    | ↘265      | Наруксовский сельсовет                       |
| 30 | Круглый          | посёлок | ↘0        | Ризоватовский сельсовет                      |
| 31 | Ленгуши          | посёлок | ↘0        | Ризоватовский сельсовет                      |
| 32 | Лобан            | посёлок | ↘3        | Василево-Майданский сельсовет                |
| 33 | Любимово         | село    | ↘36       | Пеля-Хованский сельсовет                     |
| 34 | Мадаево          | село    | ↘836      | Ризоватовский сельсовет                      |
| 35 | Малая Пуза       | село    | ↘51       | Ризоватовский сельсовет                      |
| 36 | Маресево         | село    | ↘428      | Маресевский сельсовет                        |
| 37 | Масалки          | посёлок | →0        | Ризоватовский сельсовет                      |
| 38 | Муравей          | посёлок | ↘18       | Ужовский сельсовет                           |
| 39 | Наруксово        | село    | ↘1386     | Наруксовский сельсовет                       |
| 40 | Наталинка        | деревня | ↘35       | Маресевский сельсовет                        |
| 41 | Никитино         | село    | ↘726      | Василевский сельсовет                        |
| 42 | Новая Берёзовка  | село    | ↘7        | Ризоватовский сельсовет                      |
| 43 | Новоалексеевский | посёлок | ↘3        | Пеля-Хованский сельсовет                     |
| 44 | Новое Урюпино    | село    | ↘67       | Ризоватовский сельсовет                      |
| 45 | Новомихайловка   | село    | ↘0        | Наруксовский сельсовет                       |
| 46 | Новониколаевка   | село    | ↘15       | Наруксовский сельсовет                       |
| 47 | Новониколаевский | посёлок | ↘20       | Кочкуровский сельсовет                       |
| 48 | Новоспасское     | село    | ↘362      | Починковский сельсовет                       |
| 49 | Новотроицкое     | деревня | ↘25       | Наруксовский сельсовет                       |
| 50 | Осинки           | посёлок | ↘122      | Починковский сельсовет                       |
| 51 | Осиновка         | посёлок | ↘18       | Ужовский сельсовет                           |
| 52 | Панкратово       | село    | ↘284      | Пеля-Хованский сельсовет                     |
| 53 | Пахотный Усад    | село    | ↘45       | Ризоватовский сельсовет                      |
| 54 | Пеля-Казенная    | село    | ↘35       | Кочкуровский сельсовет                       |
| 55 | Пеля-Хованская   | село    | ↘874      | Пеля-Хованский сельсовет                     |
| 56 | Пенькозавода     | посёлок | ↘50       | Починковский сельсовет                       |
| 57 | Починки          | село    | ↘11 761   | Починковский сельсовет                       |
| 58 | Пузская Слобода  | село    | ↘474      | Ризоватовский сельсовет                      |
| 59 | Ризоватово       | село    | ↘585      | Ризоватовский сельсовет                      |
| 60 | Роганиха         | село    | ↘0        | Ризоватовский сельсовет                      |
| 61 | Романовка        | деревня | ↘0        | Наруксовский сельсовет                       |
| 62 | Рудня            | деревня | ↘72       | Маресевский сельсовет                        |
| 63 | Садовка          | деревня | ↘0        | Наруксовский сельсовет                       |
| 64 | Саитовка         | село    | ↘504      | Кочкуровский сельсовет                       |
| 65 | Симбухово        | село    | ↘389      | Пеля-Хованский сельсовет                     |
| 66 | Старина          | посёлок | ↘17       | Маресевский сельсовет                        |
| 67 | Суворовка        | село    | ↘2        | Ризоватовский сельсовет                      |
| 68 | Сырятино         | село    | ↘377      | Ризоватовский сельсовет                      |
| 69 | Сырятинский      | посёлок | ↘146      | Ужовский сельсовет                           |
| 70 | Тагаево          | село    | ↘439      | Починковский сельсовет                       |
| 71 | Ужовка           | посёлок | ↗2151     | Ужовский сельсовет                           |
| 72 | Ужово            | село    | ↘146      | Ужовский сельсовет                           |
| 73 | Учуево-Майдан    | село    | ↘472      | Наруксовский сельсовет                       |
| 74 | Шагаево          | село    | ↘577      | Василевский сельсовет                        |
| 75 | Широковский      | посёлок | ↘3        | Василево-Майданский сельсовет                |
| 76 | Шишадеево        | село    | ↘107      | Василевский сельсовет                        |
| 77 | Ягодный          | посёлок | ↘9        | Пеля-Хованский сельсовет                     |
| 78 | Ясная Поляна     | посёлок | ↘2        | Маресевский сельсовет                        |

Упразднённые населённые пункты:
- 2000 год — посёлки Осиновка Василево-Майданского сельсовета и Янкин Стан Пеля-Хованского сельсовета[31].

## Экономика района

### Промышленность
По территории Починковского района пролегают несколько магистральных газопроводов. Значительная часть населения работает в филиале ООО «Газпром трансгаз Нижний Новгород» — «Починковское ЛПУМГ» — предприятии системы ПАО «Газпром».
Другая промышленность в Починковском районе представлена:
- ООО «Починковский керамический завод» (ранее — «УПСМ») в п. Ужовка — производство керамического кирпича и керамзита;
- ОАО "Маслосырзавод «Починковский» в с. Починки — производство сыров и других молочных продуктов;
- ООО «Починковский хлеб» в с. Починки — производство хлебобулочных, мучных и кондитерских изделий изделий;
- ООО «Сырятинский крахмал» в с. Пузская Слобода — производство картофельного крахмала;
- ООО «Автотрансгаз» в с. Починки — ремонт и техническое обслуживание, транспортные услуги, спецтехника;
- ООО «Спецмонтаж» в с. Починки — строительно-монтажные работы;

Имеются мебельный цех, производство тротуарной плитки, пилорамы.

### Сельское хозяйство
Аграрный сектор Починковского района ориентирован на смешанное сельское хозяйство — растениеводство в сочетании с животноводством.
Наиболее значимыми сельхозпредприятиями Починковского района являются ООО «Восток» (с. Починки), СПК (колхоз) «Шагаевский» (с. Шагаево), СПК «Красный пахарь» (с. Кочкурово), Колхоз имени Ленина (с. Ризоватово), СПК (колхоз) «Заря» (с. Байково), ООО «Агрофирма „Колос“» (с. Никитино), СПК «Криушинский» (с. Криуша), СПК «Слободское» (с. Пузская Слобода), ООО «Агрофирма Маресевская» (с. Маресево).
Ранее символом района являлся Починковский конный завод № 23, занимавшийся разведением лошадей породы «Советский тяжеловоз». Предприятие прекратило работу, но поголовье лошадей сохраняется в фермерском хозяйстве.

### Ресурсы

#### Земельные ресурсы
Площадь района 196 059 га, из них лесами занято 44 400 га — 22,6 % всей территории района, сельскохозяйственными угодьями — 139 300 га, в том числе пашней — 93 600 га.
Коэффициент оценки качества сельскохозяйственных угодий — 0.99 (по области — 1).
Почвы в районе характеризуются разнообразием: сырые лесные и чернозёмы, дерново-подзолистые и дерново-луговые.
Серые лесные почвы занимают значительную часть территории — 41,5 %, чернозёмы — 25,7 %, бедные по плодородию дерново-подзолистые, дерново-луговые и серо-лесные — 32,8 %.

#### Минеральные ресурсы
Полезные ископаемые на территории Починковского района:
- месторождение доломита в районе с. Мадаево;
- месторождение керамзитовой глины в районе п. Ужовка;
- месторождение глины для производства керамического кирпича в районе с. Пеля-Хованская.

#### Водные ресурсы
По территории района протекают реки Рудня и Алатырь. Реки несудоходны.

#### Лесные ресурсы
Починковский район относится к категории малолесных. Преобладают смешанные хвойные и березовые леса.

### Транспорт
Основным средством передвижения по району являются автобусы, которые курсируют от Починок до большинства сел. Также через этот район проходит много междугородных автобусов, проходящих из Нижнего Новгорода в Починки, Саранск, Пензу, Саратов, Большое Болдино и в Рузаевку. Через Ужовку проходит железная дорога.

## Культура и образование

### Учреждения образования
В крупных населённых пунктах района имеются средние школы и детские сады. В районном центре располагаются ГОУ СПО «Починковский сельскозяйственный техникум» (ранее — СПТУ № 82), а также МБОУ «Починковская вспомогательная коррекционная школа-интернат VII вида».

### Культура и спорт
Управление культуры и спорта администрации Починковского муниципального района

## Лечебные учреждения
Основным лечебным учреждением является ГБУЗ НО «Починковская ЦРБ» в селе Починки.

## Люди, связанные с районом
- Власов, Николай Михайлович (1891, город Починки — 1954) — советский учёный, военный ветеринар, генерал-лейтенант ветеринарной службы.
- Илюшечкин, Василий Павлович (1915, город Починки —1996) — советский историк-востоковед, участник Великой Отечественной войны.
- Колокольцев, Фёдор Николаевич (1909, город Починки — 1994) — участник Великой Отечественной войны, Герой Советского Союза.
- Посякин, Михаил Степанович (1899, село Никитино —1981) — советский военный деятель, Генерал-майор (1944 год).
- Федюнькин, Иван Фёдорович (1901, село Саитовка — 1950) — советский военачальник, генерал-лейтенант.
- Рябов, Анатолий Павлович (1894—1938) — выпускник Починковского Духовного училища. Эрзянский лингвист, педагог, общественный деятель, профессор, автор эрзянского алфавита на латинской основе. Автор множества научных работ и исследований в области изучения эрзянского языка, в том числе по разработке и созданию единых норм эрзянского литературного языка. Арестован в 1937 году, расстрелян в 1938 году[32].